# 罗比·罗布森
罗比·罗布森（英語：Robbie Robson，1918年11月2日—1996年4月17日），新西兰男子草地滚球运动员。他曾代表新西兰参加1962年和1970年英联邦运动会草地滚球比赛，获得一枚金牌和一枚银牌。